# Ramspau

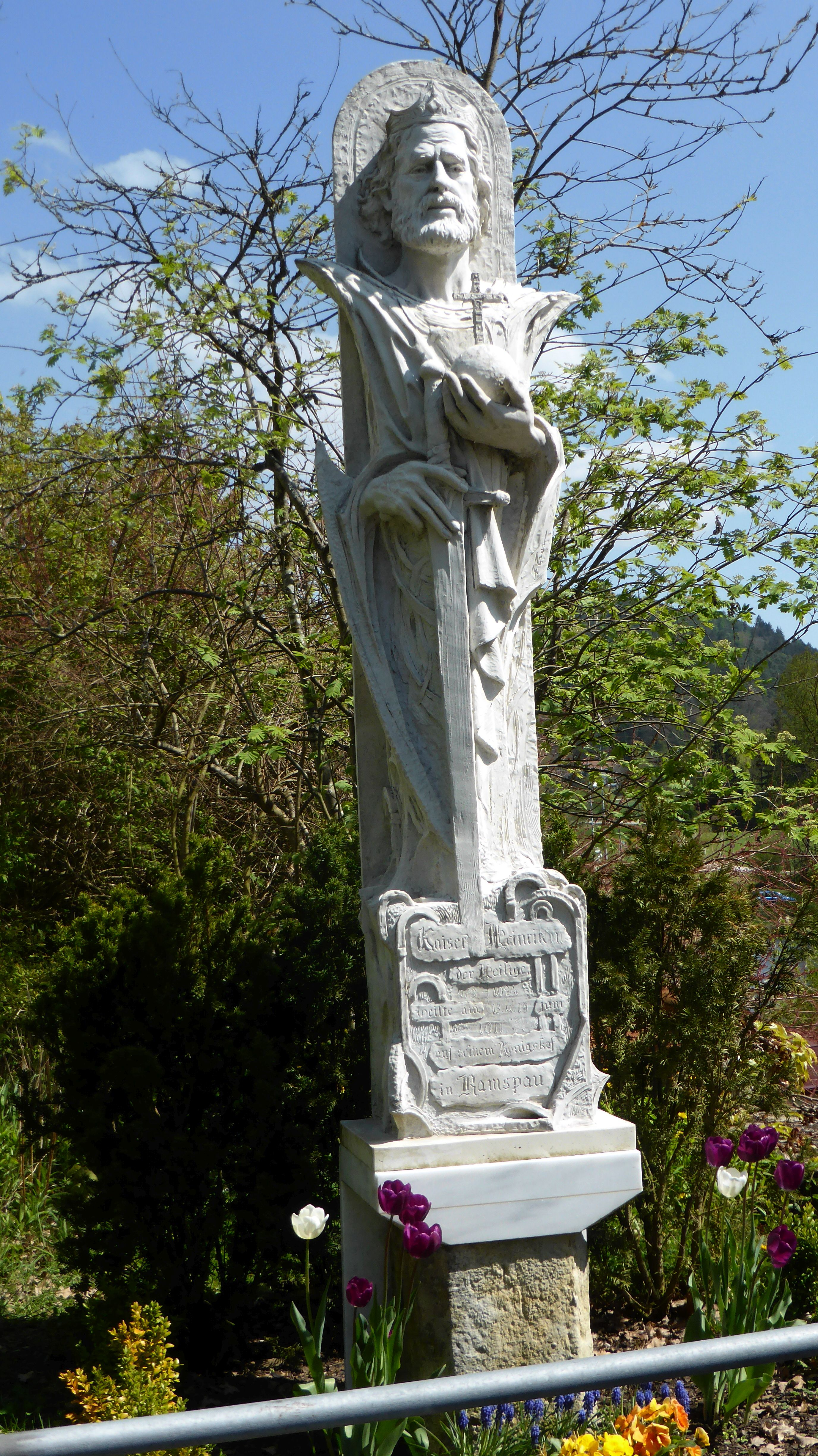
Standbild Kaiser Heinrich II. vor der Pfarrkirche in Ramspau

Ramspau ist ein Gemeindeteil des Marktes Regenstauf im Landkreis Regensburg (Oberpfalz, Bayern).

## Geographie
Das Pfarrdorf liegt ungefähr vier Kilometer nördlich des Gemeindezentrums am rechten Ufer des Regenflusses.
Auf der Gemarkung Ramspau liegen die Orte der ehemaligen Gemeinde Ramspau.

## Geschichte
Erste Erwähnung findet das am westlichen Ufer des Flusses Regen gelegene Dorf unter dem Namen „Randesbure“ in einer Urkunde von König Heinrich II. im Jahr 1011, der hier verweilte. Damals gehörte es den Burgherren, die auf der im Dreißigjährigen Krieg durch die Schweden zerstörten Burganlage residierten. Bis zum 14. Jahrhundert ist Ramspau als Herrschaftssitz nachweisbar und gehörte zum Herzogtum Neuburg. Johann Sigismund von Reisach erwarb 1694 den Besitz und die Reste der Burg und verwendete die Steine der Burg als Baumaterial für das weithin sichtbare, durch seine vier charakteristischen Zwiebeltürme gekennzeichnete Schloss.
Die Pfarrei Ramspau wurde erstmals im Jahr 1321 genannt. Die Kirchengebäude wurden im Laufe der Zeit mehrmals umgebaut, vergrößert und zuletzt 1990 renoviert. Ab 1616 wurde, wie in vielen Orten in dieser Zeit üblich, mit dem Schulunterricht begonnen.
Der Ort wurde früher als Großramspau bezeichnet.
Am 1. Januar 1978 wurde die Gemeinde Ramspau vollständig in den Markt Regenstauf eingegliedert. Zu ihr gehörten die Gemeindeteile Ramspau, Anglhof, Kleinramspau, Münchsried und Schwaighof.
Am 17./18. Juni 2011 feierte das „Golddorf“ sein 1000-jähriges Bestehen mit einem Trachtenumzug in historischen Gewändern.
Am 31. Dezember 2018 zählte Ramspau 385 Einwohner.

## Sehenswürdigkeiten

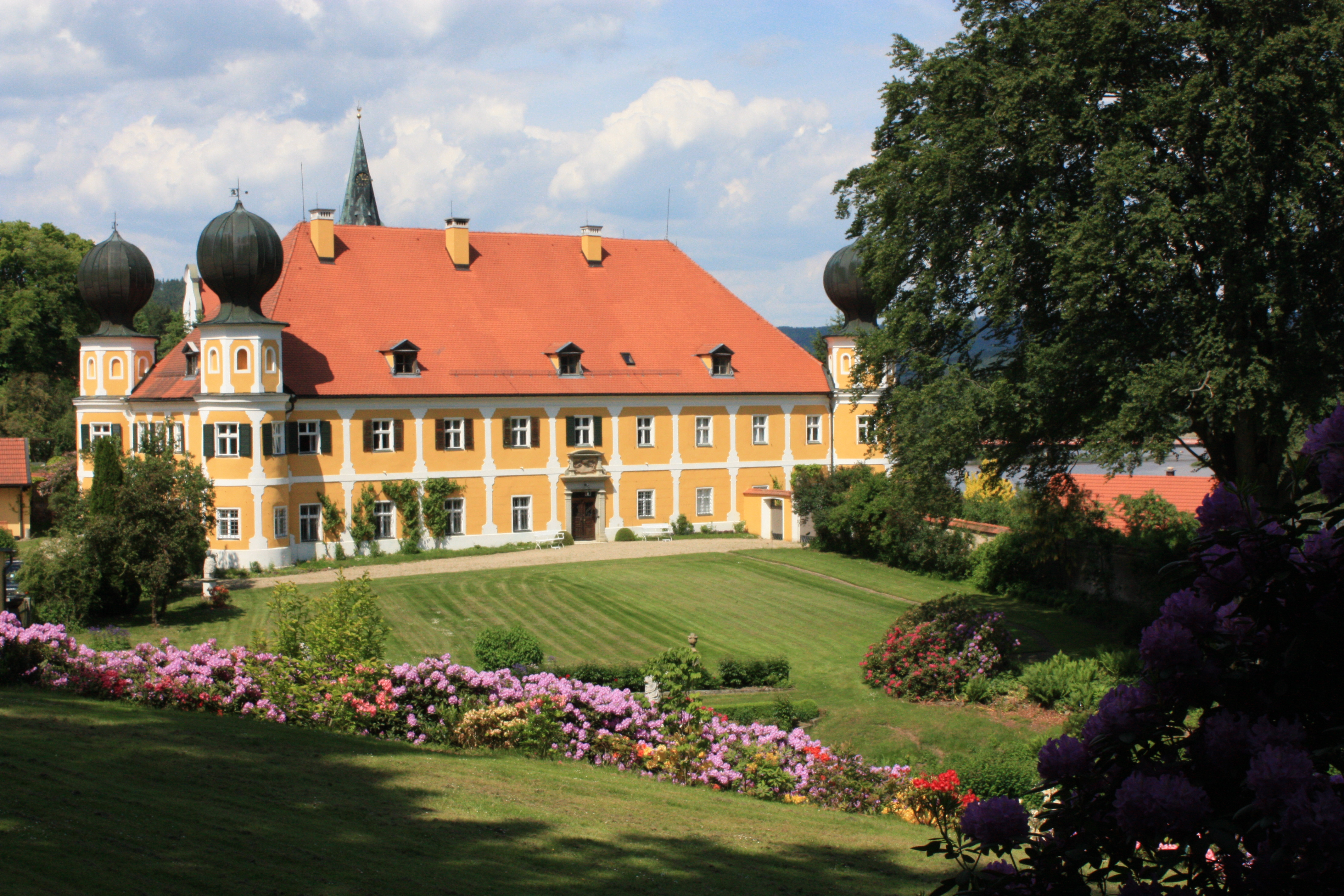
Schloss Ramspau

- Das 300 Jahre alte Schloss Ramspau,
- zu Pfingsten das Regentalfest,
- St. Laurentius (Ramspau),
- Burgruine Ramspau.

## Persönlichkeiten
Maximilian Marquart Carl-Ludwig Freiherr von Pfetten (1861–1929), Gutsbesitzer und Abgeordneter des Reichstages, ist auf Schloss Ramspau geboren und gestorben.